# Kitaj-gorod
Kitaj-gorod (in russo Китай-город?) è uno storico quartiere di mercanti a Mosca, circondato da mura medievali in gran parte ricostruite, e adiacente alla Piazza Rossa.
L'etimologia del nome non è chiara. Mentre gorod è il termine russo per "città", Kitaj potrebbe corrispondere al Catai, ovvero alla Cina, ma anche derivare da un'antica parola riferita allo steccato ligneo utilizzato nella costruzione delle mura.
Le mura furono erette nel 1536-1539 da un architetto italiano conosciuto con lo pseudonimo di Petrok Malyj, Pietro Annibali di Roma che originariamente realizzò 13 torri e 5 porte. Potrebbe essersi ispirato al bolognese Aristotele Fioravanti.
Nel quartiere si trova la seicentesca Chiesa della Trinità di Nikitniki. 

Nella cinta muraria della città sono presenti due torri: la Torre della Trinità e la Torre poliedrica.

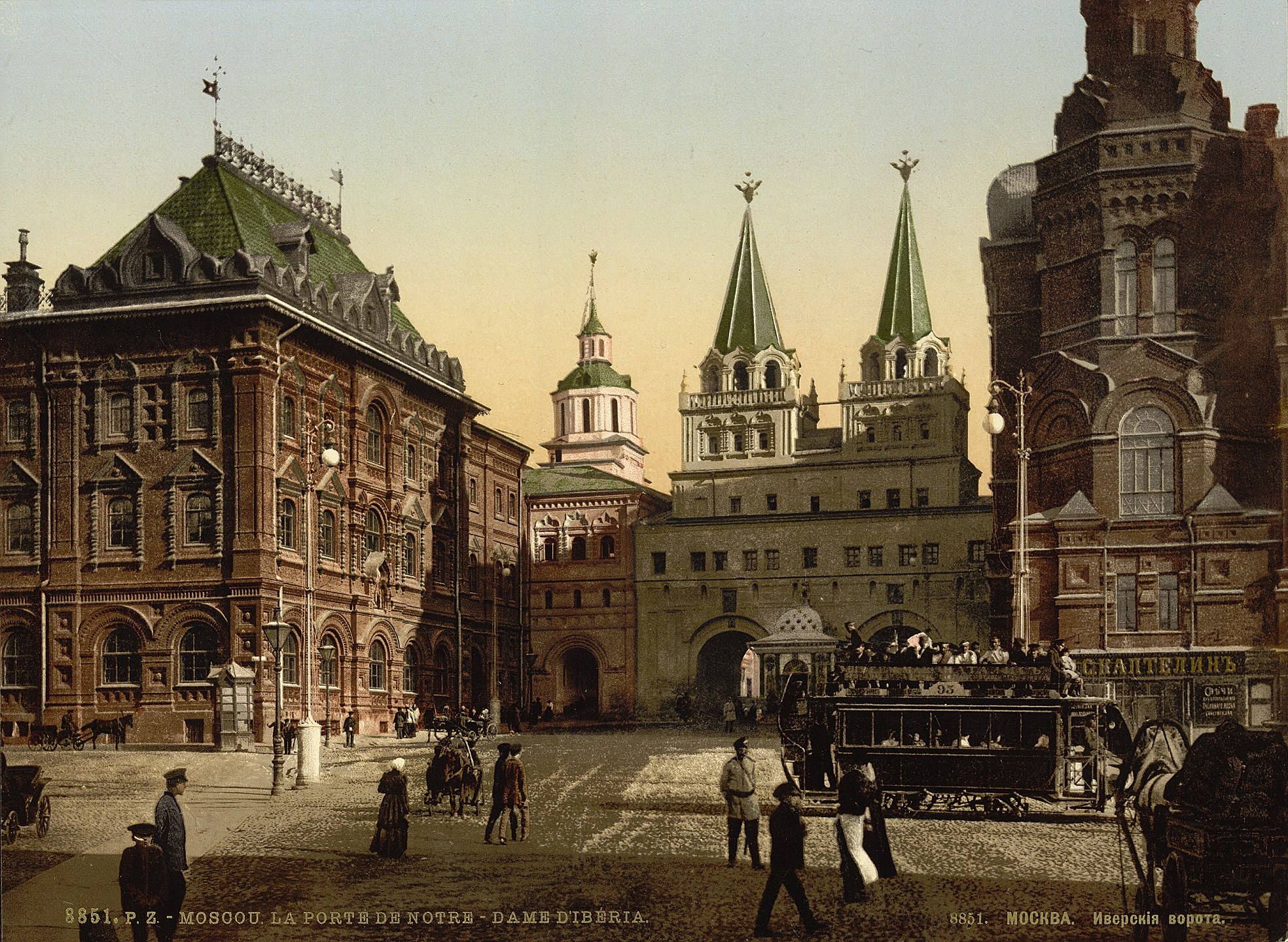
La Porta della Resurrezione, l'unica restante delle mura di Kitai-gorod.